# NGC 6560
NGC 6560 is een balkspiraalstelsel in het sterrenbeeld Hercules. Het hemelobject werd op 22 oktober 1886 ontdekt door de Amerikaanse astronoom Lewis A. Swift.

## Synoniemen
- UGC 11117
- MCG 8-33-19
- ZWG 254.15
- IRAS 18038+4652
- PGC 61381